# Frigidoalvania janmayeni
Frigidoalvania janmayeni är en snäckart som först beskrevs av Friele 1878.  Frigidoalvania janmayeni ingår i släktet Frigidoalvania och familjen Rissoidae. Inga underarter finns listade i Catalogue of Life.